# FBP (pistola-metralhadora)
A FBP é uma pistola-metralhadora projectada no final da década de 1940 por Gonçalves Cardoso, Major de Artilharia do Exército Português, combinando as funcionalidades das MP38 e MP40 alemãs e da M3 americana. O resultado foi uma arma de confiança e com baixos custos de produção.
A arma acabou por ser produzida pela Fábrica de Braço de Prata (FBP) em Lisboa, com cuja sigla foi baptizada.
A arma foi utilizada em combate pelas Forças Armadas Portuguesas durante a Guerra do Ultramar. A sua utilização nesta guerra levou à verificação que a sua capacidade de fazer apenas tiro automático levava a um grande desperdício de munições. Como tal, em 1963 foi introduzida uma versão aperfeiçoada com capacidade acrescida de tiro semiautomático.
A arma chegaria ás mãos das FP-25, sendo utilizada no duplo assalto aos bancos Banco Totta e Açores e Crédito Predial Português no Cacém, que levou a morte do GNR Henrique do Nascimento Hipólito.

## Variantes
FBP m/948: versão original, com capacidade limitada a tiro totalmente automático;
FBP m/963: versão introduzida em 1963, com capacidade acrescida de tiro semiautomático;
FBP m/976: versão desenvolvida em 1976, com uma manga de refrigeração envolvendo o cano que, acidentalmente, também melhorou a precisão da arma.

## Operadores
- Angola[5]
- Timor-Leste: Usada pelas FALINTIL, algumas foram herdadas pelas Forças de Defesa de Timor-Leste.[6]
- Portugal[7]